# Thực phẩm và tình dục

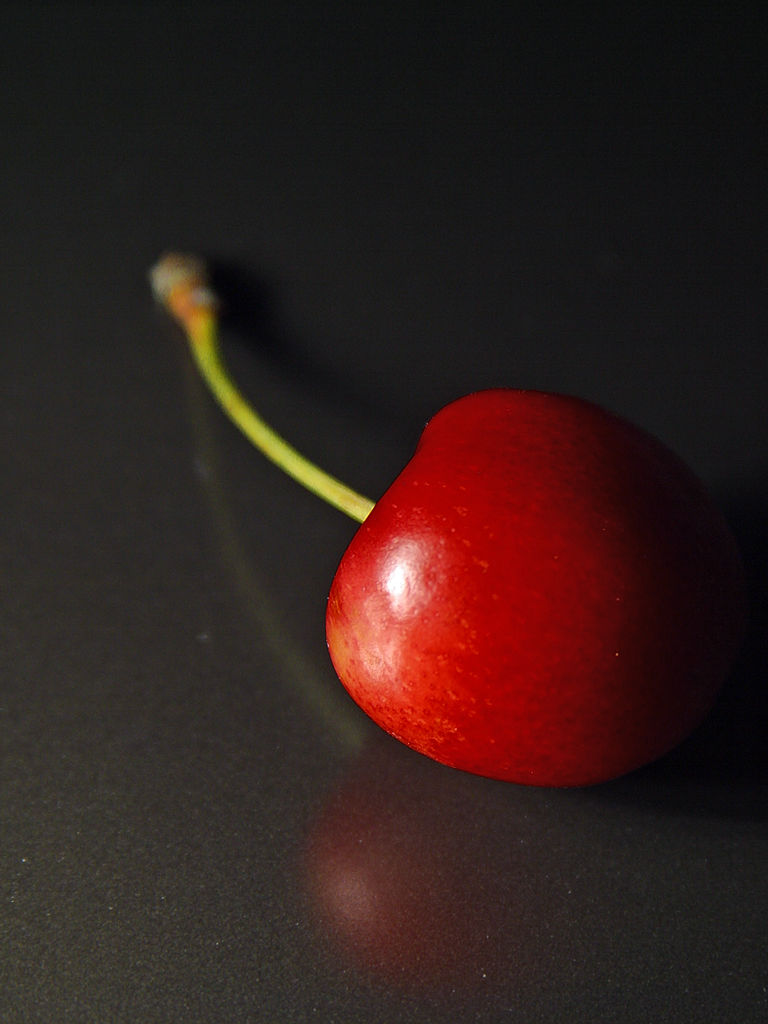
Quả anh đào được coi là một món ăn gợi cảm và dục tình trong nhiều nền văn hóa.

Thực phẩm và tình dục đã có mối quan hệ với nhau theo nhiều cách trong suốt lịch sử loài người. Các thực phẩm như sô cô la và hàu được cho là loại thuốc kích thích tình dục. Trong một số nền văn hóa, tinh hoàn động vật và những thứ tương tự được dùng để tăng hiệu lực ham muốn dục tình. Có những thực phẩm đã tạo nên hình tượng, như là "trái cấm" trong Kinh Thánh hoặc quả anh đào liên tưởng đến trinh tiết. Cũng có một số loại thực phẩm được dùng làm tiếng lóng ẩn dụ tình dục và thơ ca. Sự hiện diện của một vài thực phẩm làm khơi dậy nhục dục về vẻ bên ngoài, kết cấu và mùi vị của chúng. Kem sữa, sô cô la tan chảy, mứt, dâu tây nhúng trong sô cô la và bơ đậu phộng đôi khi được dùng gợi tình thân mật trong một hành động được gọi là sploshing (Wet and messy fetish (WAM), sploshing dịch là đánh ùm một cái). Mối quan hệ giữa thực phẩm và tình dục cũng được khám phá trong những cuốn sách và các bộ phim.

## Nghệ thuật và văn chương
Sự gắn kết giữa thực phẩm và tình dục đã được tìm thấy trong nhiều tác phẩm nghệ thuật. Một triển lãm nghệ thuật năm 1998, Reflect, dọn hàng các tác phẩm của Monali Meher đã khám phá kết nối và chủ đề bao gồm cả chủ nghĩa mãn nhãn/thị dâm, khuôn mẫu định kiến, chủ nghĩa hưởng thụ, tự do và quảng cáo. Một cuộc trưng bày các tác phẩm nghệ thuật liên quan đến thực phẩm và tình dục từ các nghệ sĩ Mỹ vào thế kỷ XIX và XX là một trong 16 nhóm ý tưởng tại một triển lãm ở bảo tàng New York Historical Society năm 1991.

## Trong xã hội học và nhân chủng học
Tasting food, tasting freedom (tạm dịch: nếm hương vị thức ăn, nếm thử sự tự do) của Sidney Wilfred Mintz gồm một loạt các bài tiểu luận lấy "quan điểm nhân chủng học về thực phẩm, bao gồm mối quan hệ của nó với quyền lực, sự tự do và tinh khiết." Food and Sex cũng là một chương trong Breaking the food seduction (Phá vỡ sự quyến rũ thực phẩm) của Neal D. Barnard, Joanne Stepaniak. và một chủ đề được thảo luận trong Women's conflicts about eating and sexuality (Mâu thuẫn trong cách ăn và tình dục của người phụ nữ) của Rosalyn M. Meadow và Lillie Weiss.

## Tranh cãi kích thích tình dục của sô cô la
Mặc dù một số loại thực phẩm đủ tiêu chuẩn như một thuốc kích dục, và sô cô la được cho là một thuốc kích thích tình dục trong trong nhiều năm qua, có vài tranh cãi xung quanh xem nó có thực sự là một thuốc kích dục hay không. Một nghiên cứu được tiến hành bởi Salonia et al. (2006) đã đánh giá chức năng tình dục của những phụ nữ ăn sô cô la hàng ngày, và những phụ nữ không ăn sô cô la. Nghiên cứu kết luận rằng một khi điểm đánh giá đã được hiệu chỉnh theo độ tuổi, không hề có sự khác biệt nào trong ham muốn tình dục, sự thỏa nguyện, khát khao nhục dục hoặc nỗi khổ đau của những người ăn sô cô la hàng ngày với những người không. Điều này chứng minh rằng việc dùng sô cô la không ảnh hưởng đến chức năng tình dục. Likewise, Shamloul (2010) kết luận có rất ít bằng chứng khoa học chứng minh kích thích tình dục tự nhiên là một phương pháp hiệu quả để tăng cường ham muốn hay hiệu suất tình dục, cũng không phải là một cách điều trị hiệu quả cho các rối loạn chức năng tình dục. Ngược lại, một số nghiên cứu lại cho thấy sô cô la là một chất kích dục và những thành phần hóa học trong nó như phenylethylamine, có khả năng làm tăng khoái cảm và ham muốn tình dục và N-acylethanolamines làm tăng sự nhạy cảm và cảm giác hưng phấn. (Afoakwa, E. 2008). Các nghiên cứu khác chỉ ra flavonoid và serotonin được tìm thấy trong sô cô la giúp điều tiết co mạch và giãn nở, tăng chức năng sinh dục nữ, do đó có vai trò trong chức năng tình dục (Shamloul, 2010). Như vậy vẫn có nhiều mâu thuẫn trong quan điểm, và thiếu những bằng chứng khoa học hiện có, rõ ràng là các kết luận chắc chắn không thể được rút ra về việc liệu chocolate có phải là một chất kích thích tình dục hay không.

## Khám phá trên các phương tiện truyền thông

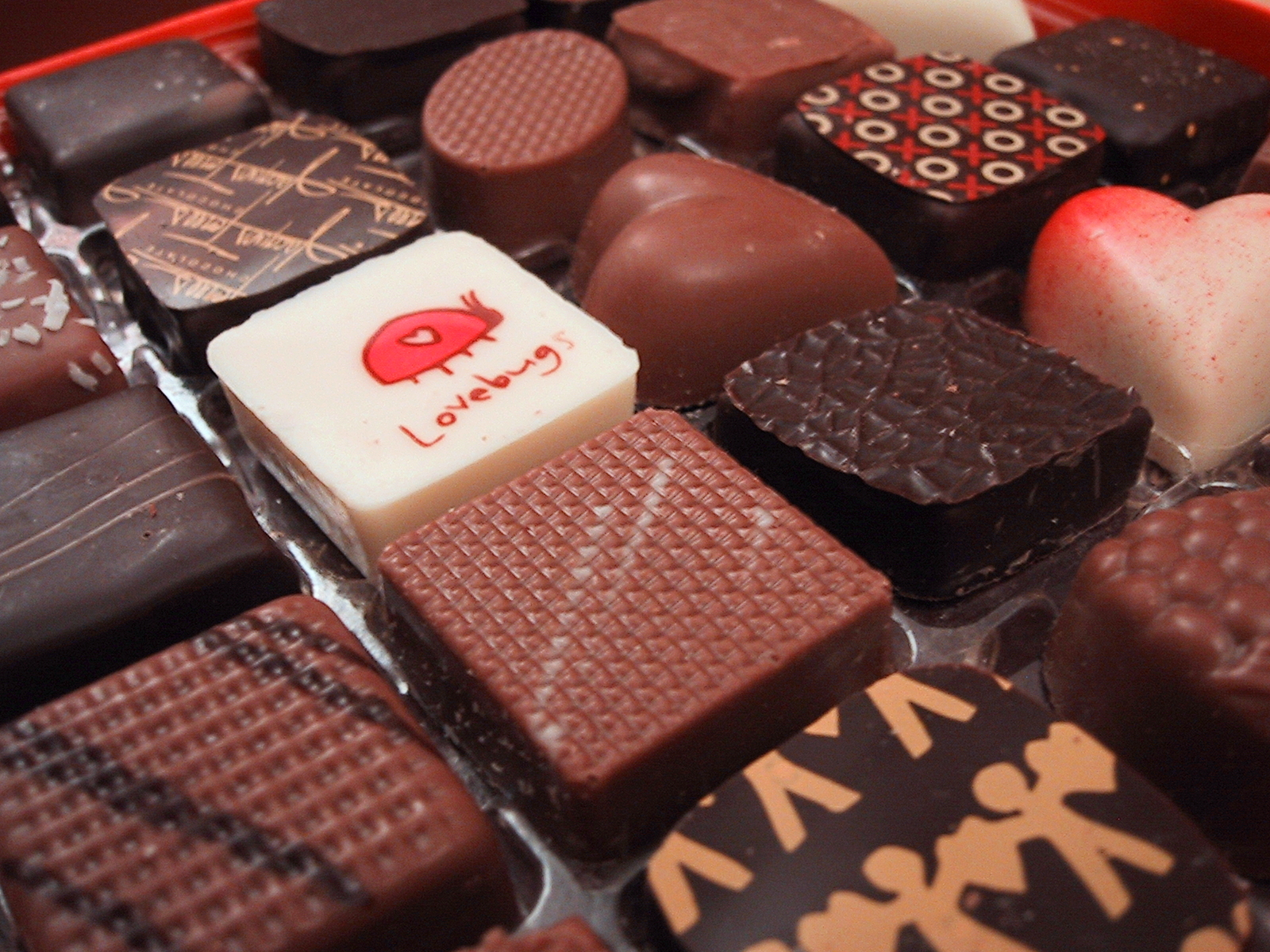
Sôcôla là một món quà truyền thống cho Ngày Valentine.

Các bộ phim Tampopo, 9½ Weeks, Chocolat, Like Water for Chocolate, Eat Drink Man Woman, và Babette's Feast có những khám phá về mối quan hệ này. Bộ phim Tom Jones cũng có một cảnh ăn uống đặc biệt.
Có những bài hát diển tả ẩn dụ về thực phẩm cho tình dục như  "Les sucettes" (1966), "Le Banana Split" (1979), "Peaches & Cream" (2001) và "Lollipop" (2008). Bìa của Herb Alpert & the Tijuana Brass 1965 album Whipped Cream and Other Delights nổi tiếng với một người phụ nữ được bao phủ trong kem tươi.
Trong bộ phim American Pie một thanh niên trẻ giả bộ làm tình với một chiếc bánh pie.Paris Hilton khêu gợi ăn món bánh burger/ bánh mì kẹp thịt trong quảng cáo cho công ty Carl's Junior. 

## Biểu tượng
Một số loại thực phẩm mang tính biểu tượng hoặc ám chỉ ẩn dụ cho các bộ phận cơ thể liên quan đến quan hệ tình dục. Phổ biển gồm có cà tím, chuối, bí ngòi (bí Nhật Bản) và dưa chuột là biểu tượng cho dương vật, và đào như biểu tượng cho âm đạo. Dưa hấu cũng dùng tương tự như thế và đôi khi được thế làm hay che ngực, như trong bộ phim Austin Powers, dưa hấu giúp che đi đôi ngực trần của người phụ nữ.